# ام‌سی‌پی‌ای
ام‌سی‌پی‌ای (به انگلیسی: MCPA) با فرمول شیمیایی C۹H۹ClO۳ یک ترکیب شیمیایی با شناسه پاب‌کم ۷۲۰۴ است؛ که جرم مولی آن 200.62 g/mol می‌باشد. شکل ظاهری این ترکیب، جامد قهوه‌ای روشن و سفید است.